# 오지야시
오지야시(일본어: 小千谷市)는 일본 니가타현 주에쓰 지방에 있는 시이다. 2004년 10월 23일에 니가타현 주에쓰 지진이 일어난 곳이다.
니가타현의 거의 중앙, 에치고 평야의 남단에 있고 나카고에 지방에 속한다. 우오누마 지역 중에서는 가장 빨리 시로 승격해 국가와 현의 파견 기관이 놓이는 등 행정 중심지로 발전해 왔다. 현재 도시권으로는 나가오카 도시권에 속하고 있어 나가오카시의 주택 지역 기능을 가지고 있다. 시나노강의 하안단구 위에 중심 시가지가 발달했고 합병한 가타가이 지역이나 이와자와·마사토 등 주변부에도 소규모 시가지가 형성되어 있다. 불꽃 왕국으로 유명하고 가타가이 지구에서 행해지는 불꽃놀이는 세계 제일의 크기를 자랑한다.

## 지리
니가타현 중부에 위치하며 남쪽에서 시나노강이 시내로 들어오고 야마모토산을 피하듯이 사행해 남동쪽의 가와구치정으로 빠져나갔다가 우오노가강과 합류해 다시 시내로 들어오고 중심부를 남북으로 종단한다. 주로 동서남쪽이 산지로 둘러싸여 있고 북쪽은 에치고 평야에서 이어지는 평지이다. 시가지 평지부의 거의 한가운데에 후나오카가 있다. 시가지 북부의 야마타니 지구와 고와다 지구는 시가지보다 조금 높은 구릉을 이룬다. 주로 시가지 주위의 평지와 북부의 구릉 등은 넓은 논밭 지대이다. 또 시내는 하안단구에 있기 때문에 비탈이 많다. 시내 최고봉은 나가오카시와의 경계에 있는 가나쿠라산으로 581m이다.
미쿠니 가도(현 국도 17호선)와 젠코지 가도(현 국도 117호선), 다카다 가도 등이 지나고 역참 마을로 번창했다. 센고쿠 시대에는 우에스기 겐신이 간토 출병 시에 시나노강을 건너는 데 사용하였고 에도 시대에는 오지야 삼베를 교토, 오사카, 에도 등에 수송했다.
- 산: 가나쿠라산
- 강: 시나노강

### 기후
폭설 지대로 기록적인 폭설을 몇 차례나 경험하였다.

### 인접한 자치체
- 나가오카시
- 우오누마시
- 기타우오누마군 가와구치정
- 도카마치시

## 역사
센고쿠 시대에는 우에스기씨의 영지였다. 에도 시대에는 수차례 시나노강이 범람해 홍수 피해를 겪었다.
- 1889년 - 정촌제 시행으로 오지야정이 성립하였다.
- 1954년 3월 10일 - 시로 승격해 오지야시가 되었다.
- 2004년 10월 23일 - 진도 6의 지진이 발생하였다(니가타현 주에쓰 지진).

## 교통

### 철도
- 동일본 여객철도
  - 조에쓰선
  - 이야마선

### 도로
- 간에쓰 자동차도
- 국도 제17호선
- 국도 제117호선
- 국도 제291호선
- 국도 제351호선
- 국도 제403호선

## 인구
| 연도 | 인구   | ±%     |
| ---- | ------ | ------ |
| 1970 | 44,581 | —      |
| 1980 | 44,963 | +0.9%  |
| 1990 | 43,437 | −3.4%  |
| 2000 | 41,641 | −4.1%  |
| 2010 | 38,600 | −7.3%  |
| 2020 | 34,096 | −11.7% |